# Werner Lindenmaier
Werner Lindenmaier (* 18. Juli 1921 in Neu-Ulm; † 14. Februar 2005 in Heilbronn) war ein deutscher Jurist. Von 1976 bis 1985 war er Präsident des Landgerichts Heilbronn.

## Leben
Lindenmaier begann seine juristische Laufbahn 1948 als Referendar beim Landgericht Heilbronn, wurde 1952 als Gerichtsassessor übernommen und ging 1954 als Amtsgerichtsrat zum Amtsgericht Heilbronn. Als Landgerichtsrat kehrte er 1955 an das Landgericht Heilbronn zurück. Nach der Ernennung zum Oberlandesgerichtsrat ging er Mitte 1962 zum Oberlandesgericht Stuttgart. Er saß dann Kammern des Landgerichts Stuttgart vor und wurde schließlich 1975 Vorsitzender Richter eines Senats des Oberlandesgerichtes Stuttgart, bevor er Ende 1976 zum Präsidenten des Landgerichts Heilbronn ernannt wurde. Im August 1984 trat er in den Ruhestand.
Der in der evangelischen Kirche engagierte Lindenmaier löste im Frühjahr 1984, wenige Monate vor seinem Ruhestand, eine lokalpolitische Kontroverse aus, als er sich in einem Vortrag auf die Seite der damaligen Atomwaffengegner stellte und dazu aufrief, „alle legalen Möglichkeiten radikal auszuschöpfen, um dem Widerstreben des Großteils der Bevölkerung gegen die Wahnsinnswaffen Gehör zu verschaffen.“ Damit waren die zu dieser Zeit auch in Heilbronn auf der Waldheide stationierten Atomraketen vom Typ Pershing II gemeint. Er erklärte weiter, eine Absage an Gewalt schließe passiven Widerstand und zivilen Ungehorsam nicht aus, rief Eltern dazu auf, ihre Kinder zu Kriegsdienstverweigerern zu erziehen, und riet der Friedensbewegung, massiert in die CDU einzutreten, um deren Parteiprogramm umzukrempeln. Der CDU-Kreisverband Heilbronn warf Lindenmaier daraufhin vor, die politische Zurückhaltungspflicht hoher Staatsdiener verletzt zu haben, und verglich ihn mit „einem Feuerwehrkommandanten, der in seiner Freizeit zum Häuseranbrennen aufruft.“ Lindenmaier reagierte darauf mit dem Hinweis, er habe in dem Vortrag deutlich vor jeglichen Aktionen außerhalb der Legalität gewarnt, und riet der CDU, sich vor der öffentlichen Beschuldigung über den genauen Inhalt zu informieren und künftig, eingedenk des „C“ im Parteinamen, vor öffentlichem Tadel etwas friedfertiger mit dem Nächsten umzugehen. Der SPD-Kreisverband Heilbronn verteidigte Lindenmaier und nannte den „Maulkorbversuch“ der CDU „völlig überzogen, im Stil vordemokratischer Zensurbehörden.“ Die CDU bekräftigte ihre Kritik an Lindenmaier und nannte dessen Reaktion auf die Kritik „äußerst enttäuschend.“

## Auszeichnungen
- 1985: Großes Verdienstkreuz des Verdienstordens der Bundesrepublik Deutschland[1]